# Tamariszkuszveréb
A tamariszkuszveréb (Passer moabiticus) a madarak (Aves) osztályának a verébalkatúak (Passeriformes) rendjébe, ezen belül a verébfélék (Passeridae) családjába tartozó faj.

## Rendszerezése
A fajt Henry Baker Tristram angol ornitológus írta le 1864-ben.

## Alfajai
- Passer moabiticus mesopotamicus Zarudny, 1904 vagy Passer mesopotamicus
- Passer moabiticus moabiticus Tristram, 1864
- Passer moabiticus yatii Sharpe, 1888

## Előfordulása
Elterjedése a Jordán-folyó környékétől, a Holt-tenger partvidékén át egészen Nyugat-Afganisztánig terjed. Természetes élőhelyei a szubtrópusi vagy trópusi cserjések, mocsarak, folyók és patakok környékén. Vonuló faj.

## Megjelenése
Átlagos testhossza 12 centiméter, testtömege 14-20 gramm. A hím fejteteje, tarkója és pofája sötétszürke, kis torokfoltja fekete; világos szemöldöksávjának szem mögötti része sárgásbarna; nyakoldala jellegzetesen világossárga. A tojó olyan, mint egy kicsi, „fakó” házi veréb
|  |  |

## Életmódja
Főleg magvakkal táplálkozik.

## Szaporodása
Fészkeit fákra építi. Fészekalja 4-7 tojásból áll. 
|  |

## Természetvédelmi helyzete
Az elterjedési területe nagyon nagy, egyedszáma ugyan csökken, de még nem éri el a kritikus szintet. A Természetvédelmi Világszövetség Vörös listáján nem fenyegetett fajként szerepel.